# Estación de ferrocarril de Hankou
La estación de tren de Hankou (en chino tradicional, 漢口站; en chino simplificado, 汉口站; pinyin, Hànkǒu zhàn) es una de las tres estaciones de tren principales de la ciudad de  Wuhan, la capital de la provincia de Hubei de la República Popular China. Se encuentra ubicada en el sector de la ciudad denominado Hankou (o sea la parte de la ciudad al norte de los ríos Yangtze y Hanshui, aunque a cierta distancia (varios kilómetros) al norte del centro histórico de Hankou.

## Historia

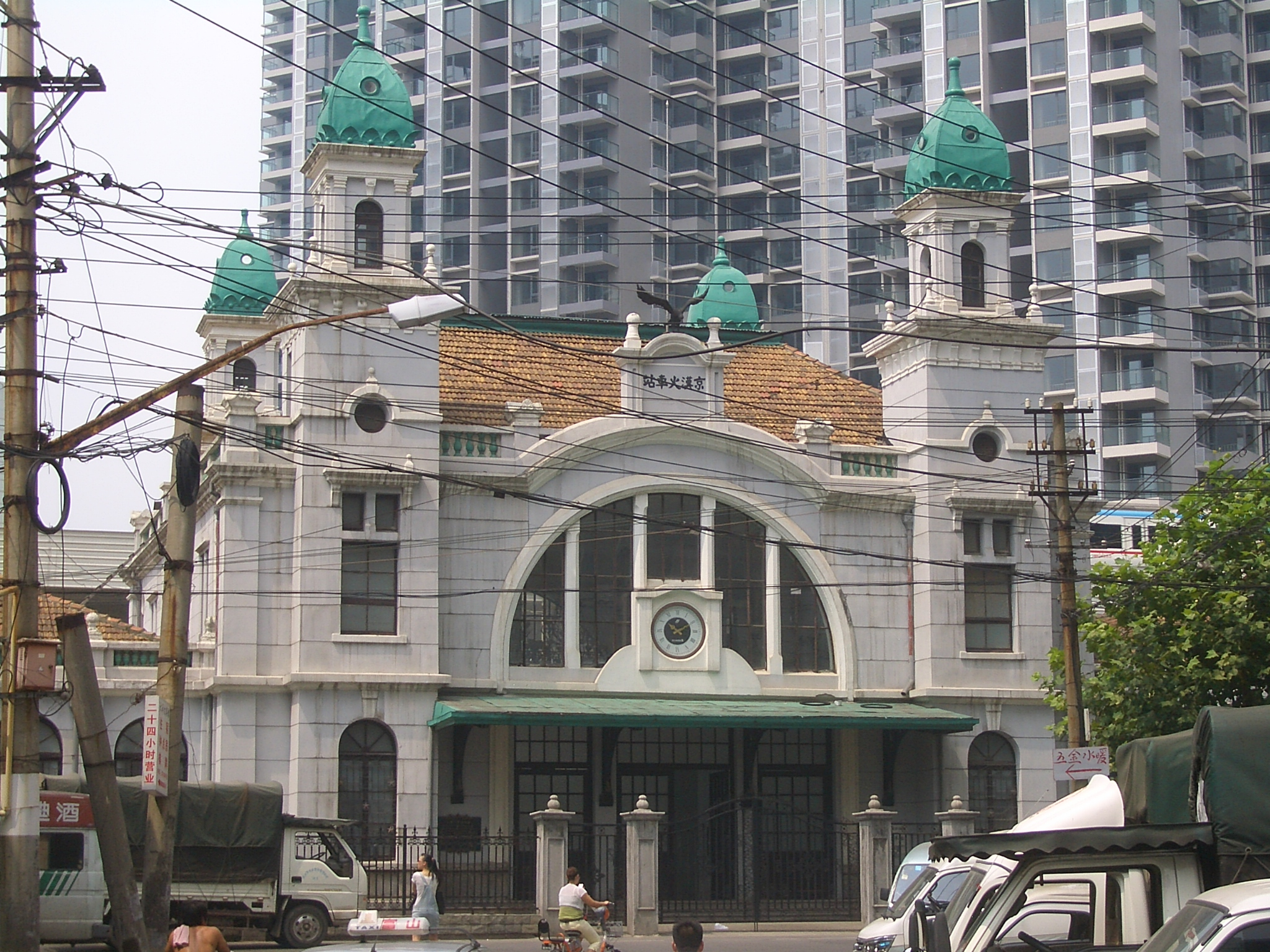
La antigua estación Dazhimen (大智门火车站), la terminal original de la línea Beijing–Hankou. Construida en 1900–1903, fue clausurada en 1991, al inaugurarse la actual Estación de tren de Hankou

Cuando el ferrocarril Beijing–Hankou llegó a Hankou a comienzos del siglo XX, su terminal era la Estación Hankou Dazhimen  (大智门火车站), ubicada sobre el lado externo de los muros de la ciudad puerto de Hankou. En 1991 la antigua estación fue cerrada, y los servicios fueron mudados a la nueva estación de tren de Hankou, ubicada a cierta distancia al norte del centro de Hankou.
En diciembre del 2012 la estación de tren de Hankou quedó conectada con el sistema de subterráneos de Wuhan, mediante la línea 2 del sistema de subterráneos.
La cercanía de la estación con el Mercado Mayorista de Productos Marinos de Huanan puede que haya contribuido a la diseminación del coronavirus de Wuhan. El 23 de enero de 2020, se cerró la estación, junto con toda la otra infraestructura de transporte de la ciudad, a causa del brote del coronavirus de Wuhan. Esta medida sin precedentes se denominó el encierro de Hubei de 2020.